# Issaak Abramowitsch Selenski
Issaak Abramowitsch Selenski (usbekisch Isaak Abramovich Zelenskiy, russisch Исаак Абрамович Зеленский; * 10. Junijul. / 22. Juni 1890greg. in Saratow; † 15. März 1938 in Moskau) war ein russisch-sowjetischer Politiker. 1929 war er kurzzeitig Generalsekretär der usbekischen Sowjetrepublik.

## Leben
Issaak Selenski wurde 1890 in Saratow als Sohn einer einfachen jüdischen Familie geboren. Dort absolvierte er auch seine Schulbildung und trat schon 1906 der sozialdemokratischen Arbeiterpartei Russlands bei, aus der sich später die kommunistische Partei entwickelte. In der Hierarchie der Partei stieg Selenski schon bald auf und war dort nach einiger Zeit für die Parteipropaganda in mehreren russischen Städten zuständig, unter anderem in Orenburg, Pensa und Samara. Wegen seiner Arbeit für die Partei wurde er 1915 verhaftet und in die Nähe von Irkutsk in Sibirien verbannt. 1916 gelang ihm jedoch die Flucht. Während der Oktoberrevolution 1917 nahm er auf der Seite der Bolschewisten an Kampfhandlungen in Moskau teil. Auch an der gewalttätigen Kollektivierung der Landwirtschaft war Selenski beteiligt.
Seit 1922 war er Mitglied des Zentralkomitees. 1924 wurde Selenski schließlich nach Taschkent gesandt, um dort am Aufbau der Parteistrukturen mitzuwirken. 1929 war er kurzfristig Generalsekretär der kommunistischen Partei in der usbekischen SSR, gab dieses Amt aber noch im selben Jahr an Akmal Ikramow ab, den ersten ethnischen Usbeken in dieser Stellung.
1937 wurde er im Zuge des Großen Terrors vom Zentralkomitee der KPdSU von der Partei ausgeschlossen, verhaftet, zum Tode verurteilt und schließlich am 15. März 1938 hingerichtet. Man warf ihm damals vor, zur anti-sowjetischen Rechten zu gehören.
1959 wurde er posthum rehabilitiert.